# المطعم ذو الطابع الخاص
المطعم ذو الطابع الخاص هو نوع من المطاعم التي تستخدم لجذب رواد المطعم عن طريق خلق تجربة لا تُنسى. المطاعم ذات الطابع الخاص لديها موضوع أو مفهوم موحد أو مهيمن، وتستخدم الهندسة المعمارية والديكور والمؤثرات الخاصة والتقنيات الأخرى، غالبًا لإنشاء بيئات غريبة لا ترتبط عادةً بتناول الطعام نظرًا لتعذر الوصول إليها ولم تعد موجودة أو خيالية أو خارقة للطبيعة أو من المحرمات. يمكن توسيع الموضوع بأسلوب أكبر بفضل تسمية واختيار الطعام، مع أن الطعام عادة ما يكون ثانويًا للترفيه عن الضيوف.

## التاريخ
تعود المطاعم الحديثة إلى فرنسا في القرن الثامن عشر. بحلول أوائل القرن التاسع عشر، تم إدخالها إلى أمريكا. في أواخر القرن التاسع عشر، بدأت المطاعم في استخدام تحت عنوان لتمييز نفسها عن المنافسة المتزايدة. في تسعينيات القرن التاسع عشر، كانت ثلاثة نوادي ليلية مختلفة على الأقل ذات طابع متقن تعمل في باريس، باستخدام مواضيع الموت والجحيم والسماء. سرعان ما افتتحت مطاعم مماثلة في مدينة نيويورك.
في أوائل القرن العشرين، أصبحت الهياكل المسماة على الطراز «البرامجية» أو «المحاكية» شائعة في المطاعم، بما في ذلك المباني على شكل المركبات والحيوانات وحتى الطعام الذي تقدمه. كان هذا التصميم إلى حد كبير ردًا على الشعبية المتزايدة للسيارات، حيث أصبحت المباني نفسها إعلانات تهدف إلى مرور سائقي السيارات. ابتداءً من عشرينيات القرن العشرين، تم تشييد عدد من المباني المعمارية الحديثة في هوليوود وحولها، بما في ذلك مطاعم براون ديربي الشهيرة ومقهى بولدوج.
بدأت مطاعم مثل كافتيريا كليفتون أيضًا اللعب بزخارف كبيرة تستند إلى مواضيع «كيشي» غير تقليدية، وساعدت الأفلام في تغذية رغبة الأمريكي العادي في السفر إلى المحيط الهادئ. افتتح إرنست ريموند بومونت جانت دون ذا بيتشكومبر، المعترف به عموما كأول بار تيكي، في لوس أنجلوس في ثلاثينيات القرن العشرين. جنبا إلى جنب مع أحد الجيران، جمع شباك الصيد القديمة والأخشاب الطافية وغيرها من الزوال من الشواطئ المحلية، وأضاف الخيزران والأقنعة لموضوع مطعمه واستحضار ثقافة جنوب المحيط الهادئ والبولينيزية. في نفس الوقت تقريبًا، تم إنشاء حانة نموذجية أخرى، تريدر فيكس، من قبل فيكتور بيرجيرون في أوكلاند، كاليفورنيا. أصبحت ثقافة تيكي شائعة جدا في أمريكا في الخمسينيات، وانتشرت المطاعم ذات الطابع البولينيزي إلى لندن بحلول أوائل الستينيات، وإلى أوروبا وآسيا بحلول السبعينيات.
مع أنها ليست أول مدينة ملاهي، إلا أن افتتاح ديزني لاند في عام 1955 شاع فكرة مدينة ملاهي تجمع بين العديد من المناطق المسماة «الأراضي» مع مواضيع مختلفة. دخل مصطلح «مدينة الملاهي» حيز الاستخدام حوالي عام 1960، ومن المرجح أن يصف العديد من الحدائق التي بنيت في جميع أنحاء الولايات المتحدة وحول العالم بعد نجاح ديزني لاند. عندما أصبحت هذه الفئة أكثر شعبية، تم تطبيق الكلمة على أنواع أخرى من عوامل الجذب السياحي، بما في ذلك «مطعم ذو طابع خاص» و«الفنادق ذات الطابع الخاص».
استلهم ديفيد تاليشيه من ديزني لاند عندما افتتح أول مطعم ترفيهي له الشعاب المرجانية في لونغ بيتش، كاليفورنيا. استمرت شركته في فتح العشرات من المطاعم، مع مواضيع تتراوح من قرى الصيد في نيو إنجلاند والمزارع الفرنسية إلى الطيران والحرب العالمية الثانية. معجب آخر لديزني لاند، المؤسس المشارك لشركة أتاري نولان بوشنيل، دمج الطعام والترفيه ورواق في أول تشاك إي تشيز، افتتح في سان خوسيه، كاليفورنيا في عام 1977. عرض المطعم حيوانات متحركة يدعي بوشنيل أنها مستوحاة من غرفة تيكي المسحورة في ديزني لاند.
بدأت سلسلة مطاعم العصور الوسطى في أمريكا الشمالية بالفعل في جزيرة مايوركا الصغيرة، إسبانيا في السبعينيات. قدم خوسيه مونتانير عرض العشاء الخاص به لسنوات قبل جذب ما يكفي من المستثمرين لفتح موقع خارج عالم والت ديزني في فلوريدا في عام 1983. الآن تم العثور على «قلاعهم» في جميع أنحاء الولايات المتحدة وكندا.
تأسس مقهى هارد روك الأصلي في عام 1971 في لندن. في عام 1979، بعد التبرع بالقيثارات من قبل إريك كلابتون وبيت تاونسند، بدأ المقهى في تغطية جدرانه بتذكارات موسيقى الروك أند رول.  اليوم، تضم سلسلة المطاعم الرائدة هذه حوالي 185 موقعًا في 74 دولة.  بعد موضوع هارد روك كافيه الناجح لعرض التذكارات الموسيقية، وسعت بلانيت هوليوود المفهوم إلى الأفلام في التسعينيات، مع إضافة موافقات المشاهير وظهورهم في المطاعم.
توصل ستيفن شوسلر إلى فكرة مقهى الغابات المطيرة، وحول منزله بالفعل إلى غابة نموذجية لجذب المستثمرين، قبل افتتاح الموقع الأول في مول أمريكا في عام 1994. تبعتها عشرات المواقع في جميع أنحاء العالم بسرعة، وافتتحت العديد من سلاسل المطاعم الجديدة على أمل نسخ نجاح مقهى الغابات المطيرة. كان أول مطعم تحت عنوان الخمسينيات هو مقهى 50 الذي أنشأه كريغ مارتن. في عام 1983، افتتح مقهى 50 في شاطئ البندقية، ثم شيرمان أوكس، وشاطئ هيرموسا، وأخيرا غرب لوس أنجلوس، الذي لا يزال مفتوحا. كاليفورنيا ولكن بحلول أواخر التسعينيات، أغلقت العشرات من المطاعم الترفيهية، بما في ذلك سلاسل بأكملها، حيث أصبح السوق مشعا وتلاشي الجدة.
اليوم، مع أن هذه الصناعة أصغر مما كانت عليه في ذروتها، إلا أنها انتعشت جزئيًا، مع تحول جيل الألفية إلى المطاعم ذات الطابع الخاص للترفيه عن تناول الطعام. دفعت شعبية منصات التواصل الاجتماعي مثل إنستغرام المطاعم إلى موضوع مساحاتها المادية لإلهام المصورين الفوتوغرافيين. تستفيد المطاعم والحانات المنبثقة المؤقتة من شعبية الحنين إلى الماضي باستخدام تحت عنوان لإغراق الضيوف في برامجهم وأفلامهم المفضلة.